# Maximilian Pfordte
Maximilian Pfordte (* 25. Juni 1998) ist ein deutscher Nordischer Kombinierer. Er konnte bisher einen Sieg im Continental Cup der Nordischen Kombination feiern.

## Karriere
Beim Heimwettkampf in Klingenthal debütierte er in der Saison 2016/17 im Continental Cup der Nordischen Kombination. Am 16. Dezember 2016 konnte er den ersten Wettkampf der Saison überraschend vor Gō Yamamoto und Florian Dagn gewinnen. Am Ende der Saison belegte er im Continental Cup mit 156 Punkten den 24. Platz. Er wurde vom DSV für die Nordische Junioren-Skiweltmeisterschaften 2017 in Park City (Utah) nominiert und belegte am 31. Januar im Einzelwettbewerb den 16. Platz. Beim Team-Wettbewerb am 2. Februar verpasste er gemeinsam mit Martin Hahn, Vinzenz Geiger und Luis Lehnert mit den fünften Platz eine Medaille.

## Erfolge

### Continental-Cup-Siege im Einzel
| Nr. | Datum             | Ort         | Disziplin |
| --- | ----------------- | ----------- | --------- |
| 1.  | 16. Dezember 2016 | Klingenthal | Sprint    |

## Statistik

### Continental-Cup-Platzierungen
| Saison  | Platz | Punkte |
| ------- | ----- | ------ |
| 2016/17 | 24.   | 156    |
| 2018/19 | 47.   | 073    |
| 2019/20 | 47.   | 065    |
| 2020/21 | 80.   | 005    |